# Zion Nature Center
Le Zion Nature Center – ou autrefois Zion Inn – est un bâtiment touristique du comté de Washington, dans l'Utah, aux États-Unis. Situé au sein du parc national de Zion, il a été construit en 1934 dans le style rustique du National Park Service selon les plans de Gilbert Stanley Underwood. Il est inscrit au Registre national des lieux historiques le 14 février 1987.